# Eleccions a Espanya

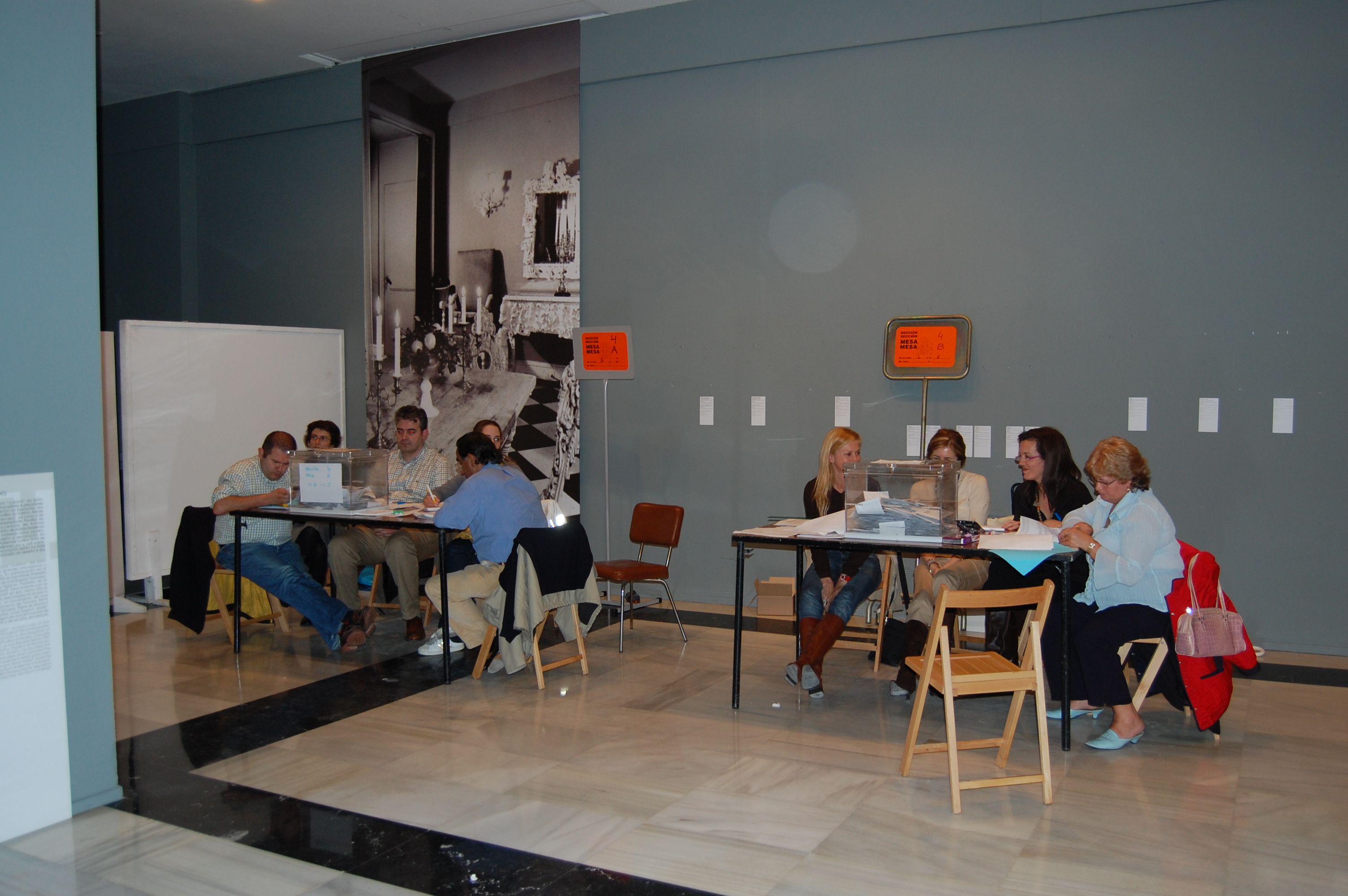
Fotografia d'una mesa electoral a Vigo, Galícia (2007)

Les eleccions a Espanya presenten una diversitat de sistemes electorals per a les administracions públiques. Aquestes han de ser fetes per sufragi universal, igual, lliure, directe i secret per part de la ciutadania i han de ser per sufragi indirecte per part de regidors i els parlamentaris autonòmics per a elegir senadors.
Els sistemes electorals són els següents:
- Sistema electoral del Congrés dels Diputats[3]
- Sistema electoral del Senat d'Espanya
- Sistema electoral dels municipis[4]
- Sistemes electorals de les Assemblees de les Comunitats Autònomes[1]
- Sistema electoral de les diputacions provincials
- Sistema electoral dels cabildos insulars[5]
- Sistema electoral de les Juntes Generals d'Àlaba, Biscaia i Guipúscoa
- Sistema electoral del Parlament Europeu[6]

La norma que regula el calendari de les eleccions és la Llei per a la Reforma Política (15 de desembre de 1976).

## Història del sistema electoral espanyol
El primer sistema electoral va ser establit a Espanya amb la instrucció d'1 de gener de 1810, la primera llei electoral. La instrucció establia el mecanisme d'elecció per sufragi, desenvolupant el sistema polític de les Corts, establit amb el decret de 22 de maig de 1809. Les Corts representarien legalment la Monarquia espanyola. Aquest canvi polític va estar motivat per la Revolució Francesa amb el naixement de l'Estat liberal.
La universalitat del sufragi a Espanya ha sigut considerada una ficció constant en la història d'Espanya per part d'Alejandre García (1990, p. 290), segons diu el 1990. Anys després, Rodon i Casarramona (2009) explica basant-se en diversos estudis empírics que el sistema electoral espanyol actual està dissenyat de manera que beneficia a les elits governants del partit d'Unió de Centre Democràtic.

## Fases del procés electoral

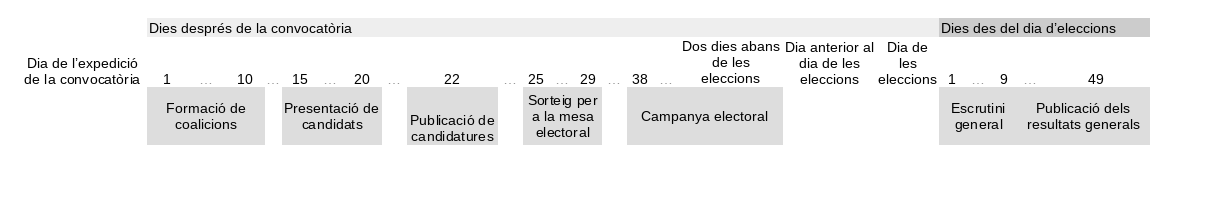
Esquema de les principals fases de les eleccions a Espanya (1978-), basat en Pérez de Lama (1998)

El procés electoral espanyol és el conjunt d'operacions que fan possible que se celebren eleccions a Espanya, des de la convocatòria d'eleccions fins a la proclamació dels candidats elegits i les resolucions dels tribunals dels recursos electorals. La normativa que regula el procés electoral consisteix en la Llei Orgànica 5/1985, de 19 de juny del Règim Electoral General (LOREG) i les seues modificacions (Llei Orgànica 1/1987 i Llei Orgànica 8/1991).

### Convocatòria d'eleccions
El vint-i-cinquè dia abans de la finalització del mandat de les Corts Generals, les assemblees legislatives autonòmiques i les Corporacions Locals o abans a causa d'una dissolució anticipada s'expedeix un decret que estableix la data de la celebració d'eleccions. Aquesta data ha de celebrar-se entre el dia cinquantè i seixantè des del dia de la convocatòria. Així estableix l'art. 42 LOREG.
La data de celebració de les eleccions està condicionada per la llei segons el tipus d'eleccions.
54 dies abans de celebrar les eleccions es dissolen les cambres.

### Presentació i proclamació de candidats
Els grups polítics que poden tindre representants a ser elegits són: partits polítics, federacions polítiques, coalicions polítiques i agrupacions d'electors (art. 44.1 LOREG). Aquests últims necessiten un determinat nombre de signatures com a aval a cada circumscripció electoral on volen presentar una candidatura.
Els grups polítics que volen poder ser elegits elegeixen un representant davant l'administració electoral. Aquesta persona gestiona els tràmits administratius i rep dels candidats un apoderament general per a actuar en procediment judicial sobre les eleccions (art. 43 LOREG).
Els partits i federacions que formen coalició han de comunicar-ho a la Junta Electoral competent en el termini de deu dies des de la convocatòria. La candidatura d'aquestes coalicions ha de ser presentada de manera conjunta a les circumscripcions on es presente.
Els candidats es presenten a la Junta Electoral competent entre el dies quinzè i vintè des de la convocatòria. Quan es presenten llistes, aquestes han de tindre tants candidats com càrrecs a elegir més tres suplents, important l'ordre. Junt al nom de cada persona candidata es pot indicar la condició de si és independent o, en cas de les coalicions, a quin partit pertany. Una vegada presentades, les candidatures no poden ser modificades. (art. 7, 45, 46.3 i 48 LOREG) El dia vint-i-dosè després de la convocatòria es publiquen les candidatures. Si es creu que hi ha una irregularitat, es comunica al representant de la candidatura perquè ho corregisca en els dos dies després i amb un termini de 48 hores es poden corregir. Si els candidats compleixen els requeriments establits a l'art. 46 LOREG el vint-i-setè dia posterior a la convocatòria, es publiquen el dia vint-i-vuitè postconvocatòria.
Amb un termini de dos dies a partir de la proclamació, es poden presentar recursos al jutjat del contenciós-administratiu contra aquesta. La resolució judicial ha de ser citada en els dos dies després de la presentació del recurs i és inapel·lable, podent presentar un recurs d'empara al Tribunal Constitucional presentable en dos dies. El Tribunal Constitucional ha de resoldre'l en els tres dies següents.

### Campanya
Es poden fer donar dos tipus de campanyes: les campanyes institucionals i les campanyes electorals.
La campanya institucional ha de ser informativa i ha d'incentivar la participació, sense influir en l'orientació de la votació (art. 50.1 LOREG).
La campanya electoral és el conjunt d'activitats fetes pels grups polítics per captar vots (art. 50.2 LOREG). Aquesta comença el trenta-vuitè dia postconvocatòria podent durar 15 dies mínim i vint-i-u dies màxim, acabant a les zero hores del dia anterior a la votació. Els actes de campanya estan prohibits entre la convocatòria i l'inici del període i després de la finalització del període.
Cap persona jurídica que no siguen els grups polítics pot fer campanya des de la data de convocatòria d'eleccions. Tenen prohibit fer cap campanya electoral als membres en actiu de les Forces Armades, Cossos i Forces de Seguretat de l'Estat, jutges, magistrats, fiscals i membres de les Juntes Electorals (art. 52 LOREG).

#### Actes públics i publicitat
Els actes públics estan regulats per la Llei Orgànica 9/1983, de 15 de juliol, reguladora del dret de reunió. Les Juntes Electorals Provincials tenen l'autoritat en aquestes reunions, de manera que les Juntes informen a l'autoritat governativa de les reunions de les convocatòries de reunions que els han sigut comunicades.
Per a aquests actes públics, els ajuntaments han de cedir locals oficials i llocs públics d'ús gratuït per a celebrar-los. Les Juntes Electorals de Zona atribueixen els locals i llocs disponibles segons les sol·licituds que reben seguint el criteri d'igualtat d'oportunitats i de manera subsidiària, donant preferència als partits que tenien major nombre de vots en les últimes eleccions a la mateixa circumscripció (art. 54 i 57 LOREG).
Els cartells poden ser col·locats als espais comercials autoritzats i als llocs reservats de manera obligatòria pels ajuntaments, repartits equitativament entre les candidatures per la Junta Electoral de Zona.
Els mitjans de comunicació privats poden ser contractats pels grups polítics per a inserir-hi publicitat sense que hi puga haver discriminació en qüestió d'inclusió, tarifa o ubicació. Les tarifes per a publicitat electoral no poden ser superiors a les tarifes vigents per a publicitat comercial (art. 58 LOREG).
L'enviament per correu postal de publicitat té una tarifa especial fixada per Ordre Ministerial (art. 59 LOREG). A partir de 2019, els electors poden demanar al Cens electoral si no volen rebre publicitat electoral per correu.
En les emissores públiques de ràdio i televisió, durant el període de campanya, els grups polítics tenen dret a espais gratuïts de publicitat electoral. No poden tindre aquests espais pagant (art. 60 LOREG) i estan distribuïts segons el nombre de vots obtinguts en els eleccions anteriors seguint els següents barems:
- Grups polítics amb candidats en més del 75% de les circumscripcions del territori on es difon el mitjà:
  - 10 minuts per als qui no tingueren representació, no concorregueren o no tingueren el 5% del total de vots vàlids a les circumscripcions.
  - 20 minuts per als qui arribaren al 5% de vots vàlids i qui obtingueren el 20% del total dels vots.
  - 30 minuts per als qui obtingueren més del 20% del total de vots.
- Els grups polítics amb candidats en menys del 75% de les circumscripcions del territori on es difon el mitjà disposen de 10 minuts d'emissió en la programació general dels mitjans nacionals si obtingueren en les eleccions anteriors més del 20% dels vots emesos en l'àmbit d'una Comunitat Autònoma.

Aquesta distribució recau en la Junta Electoral Central. La proposta la presenta una Comissió de Ràdio i Televisió, formada per un representant de cada grup polític que concurreix a les eleccions i compte amb representació al Congrés dels Diputats. Els vots dels representants estan ponderats segons el nombre de vots segons la composició de la Cambra.
Per a determinar l'hora i l'ordre d'emissió dels espais de propaganda electoral, la Junta Electoral Central té en compte les preferències dels partits segons el nombre de vots obtinguts en les eleccions anteriors del mateix àmbit.
La llei orgànica 2/1988, de 3 de maig, estableix que l'Administració Electoral controla la publicitat electoral a les televisions privades:
- Les emissores de televisió privada objecte de concessió no podran tindre contractades els espais de publicitat.
- Les emissores de televisió privada objecte de concessió han de tindre garantides per part de les Juntes Electorals el respecte pel pluralisme i els valors d'igualtat.

### Meses electorals
Entre el vint-i-cinquè i vint-i-novè dia posterior a la convocatòria es fa el sorteig per al nomenament del President i les Vocals de la mesa electoral. Aquest sorteig el fa l'ajuntament sota la supervisió de les Juntes Electorals de la Zona. Els consistoris notifiquen personalment a les persones qui els haja tocat tres dies després del sorteig i si són notificats massa tard, no invalida el resultat del sorteig. Alguns ajuntaments ho publiquen als seus llocs web.
A les 8:00 del dia de la votació, es reuneixen al local assignat el president i els vocals de la mesa més els suplents. Si falla el president, és substituït per aquest ordre: el primer suplent, el segon, el primer vocal i el segon vocal. Si falla un vocal, és substituït pel seu suplent.
Solament es constitueix la mesa si hi ha un president i dos vocals. Si no ocorre així, l'autoritat governativa avisa per correu certificat a la Junta de Zona i aquesta designa lliurement les persones que seran i informa al Ministeri fiscal perquè aclarisca la responsabilitat penal dels membres o substituts de la Mesa que no acudiren.
Si una hora abans de la votació no s'haguera pogut constituir la mesa, la Junta Electoral de Zona convocaria una nova votació en els dos dies següents.
Entre les 8:00 i les 8:30, el president i els vocals són recipients de les acreditacions dels interventors i les confronten amb els talons que han d'haver rebut de la Junta Electoral de Zona. "Si hi haguera dubtes sobre la identitat dels interventors o l'autenticitat de les acreditacions, el president els donarà possessió si així ho exigeixen, però pot consignar en l'Acta la seua reserva per a un aclariment posterior". Si es presenten més de dos interventors per a una mateixa candidatura, el president solament dona possessió als dos primers a arribar amb acreditacions. Els talons del president han d'unir-se a l'expedient electoral. Si no els té, els adjuntaria quan acabara l'escrutini.
Si un interventor es presenta més tard que les 8:30, no pot prendre possessió del càrrec però sí votar a la Mesa.
A les 8:30, el President estén l'acta de constitució de la Mesa. Aquesta acta ha d'estar signada per ell, els vocals i els interventors i ha de contindre quines persones constitueixen la Mesa i al relació de noms dels interventors de cada candidatura. Entrega un certificat de l'acta a cada representant de la candidatura, apoderat o interventor que el reclame, signada per ell i els vocals. Si es nega a entregar-lo, es formula la protesta, signada pels qui el reclamen, i un exemplar és unit a l'expedient electoral i altre és remès a la Junta Electoral competent.

### Votació
Una hora abans d'iniciar-se la votació les delegacions del govern han d'entregar a cada mesa electoral una quantitat suficient de paperetes i sobres electorals.
L'inici de la votació es dona a les 9:00 després de fer-se l'acta de constitució de la mesa i, si es dona el cas, els certificats de l'acta sol·licitats pels apoderats i interventors de la mateixa candidatura, amb el president de la Mesa dient "Comença la votació". La llei estableix que la votació cal fer-se sempre amb la presència de dos membres de la Mesa.
Pot suspendre's la votació solament per causes de força major. La suspensió la fa el president, aquest escriu el perquè i envia una còpia certificada immediatament a la Junta Electoral Provincial perquè comprove que els motius són encertats.
S'interromp la votació quan no hi ha prou paperetes. Qui l'interromp és el president. Una vegada interrompuda la votació, avisa a la Junta de Zona perquè subministrament. La interrupció té una durada màxima d'una hora, sent la votació prorrogada tant de temps com dure la interrupció.
La seguretat establida durant la votació es caracteritza pels següents punt:
- No es pot detindre a cap interventor, president o vocal durant l'exercici de les funcions excepte si han comès un delicte flagrant.[18]
- El president de la mesa té autoritat per posar ordre, assegurar el compliment de la llei i la llibertat dels electors.[20]
- Membres de la policia protegeixen els locals i auxiliaran al president segons aquest ho necessite.
- L'entrada ha d'estar lliure i accessible sense que hi haja res que coaccione exercir del dret a votar de manera lliure. No poden entrar persones que no siguen electors, notaris (qui donen fe d'allò que ocorre relacionat amb la votació), policies requerits pel president, membres de les Juntes Electorals, jutges d'instrucció i els seus delegats, persones designades per l'administració pública per a recaptar informació sobre els resultats de l'escrutini o representants de la candidatura.
- Està prohibit entrar amb armes, fer campanya electoral dins i prop del local i provocar desordres als locals. Qui provoque qualsevol desordre, quedarà registrat en nom i cognoms en l'acta de la sessió.

Les persones que volen votar han de tindre acreditat que tenen dret a fer-ho. L'acreditació es fa amb la llista del cens certificada i la identificació mitjançant Document Nacional d'Identitat, Passaport o carnet de conducció. Si no estan en la llista però tenen dret acreditat per sentència judicial, solament han d'ensenyar-la. En les eleccions municipals, els estrangers acrediten amb la targeta de residència. Un requisit és tindre la majoria d'edat el dia de la votació. Si la identitat és dubtosa per a algun elector present o membre que treballa al local en funcions electorals, la Mesa decideix per majoria si és vàlida la identitat de la persona.
El vot per correspondència requereix els següents passos:
1. Des del dia de la dissolució de les cambres (dia 54 abans de les eleccions), es pot sol·licitar el vot per correu.
2. Es rep la documentació necessària, que hauria de rebre's entre el trenta-quatrè dia posterior a la convocatòria i el sisè dia abans del dia de la votació.
3. S'envia la documentació, que pot ser fins al tercer dia abans de les eleccions.

Els electors tenen permés per llei votar solament a la mesa que els correspon, excepte els interventors acreditats en una mesa diferent de la que els correspon com a elector. Els passos que segueix l'elector són els següents:
1. Els electors s'arrimen a la mesa d'u en u després de passar voluntàriament per la cabina, situada entre l'entrada i la mesa. Dins de la cabina, el votant elegeix la papereta electoral i la clava dins el sobre.
2. A la mesa, diu el seu nom i cognoms al president de la mesa.
3. Els vocals i els interventors comproven el dret a votar de la persona en la llista del cens.
4. L'elector entrega el sobre tancat al president, qui diu el nom en veu alta de l'elector més "vota" i diposita el sobre a l'urna corresponent.
5. Els vocals i els interventors anoten cadascú el nom i cognoms del votant per l'ordre que emeten el vot amb el nombre assignat al votant en el cens. L'elector té dret a comprovar que les seues dades estiguen ben anotades.
6. Aquests vots són introduïts pel president quan aquest tanca el local.

Si un elector no sap escriure o llegir o té una falta capacitat física que l'impedisca elegir o col·locar la papereta dins el sobre, pot emprar una persona de creixement.
A les 20:00, el president anuncia en veu alta el tancament de la votació. Si hi ha algun elector al local, el president li permetrà votar i quan acabe aquesta o aquestes persones, tanca als possibles futurs electors. Després de tancar, el president introdueix els sobres amb paperetes del vot per correu comprovant abans que estan al cens. Els vocals els anoten en la llista numerada. Després dels vots per correu, voten els membres de la mesa i els interventors i s'especifica en la llista numerada de votants als interventors que no formen part del cens de la mesa. Finalment, els vocals i els interventors signen les llistes numerades de votants.

### Escrutini
L'escrutini és el recompte de vots i és realitzat just després d'acabar la votació. És un acte públic que no pot suspendre's si no és per força major.
Si diverses eleccions coincideixen, l'escrutini seguint aquest ordre:
1. Parlament Europeu
2. Congrés del Diputats
3. Senat
4. Entitats locals
5. Assemblea legislativa de les Comunitats Autònomes
6. Cabildos insulars

#### Passos del procediment d'escrutini
El President extrau un a un els sobres de l'urna, el llig en veu alta el contingut de la papereta, la mostra als vocals, interventors i apoderats.
Si un notari exercint dubta sobre el contingut de la papereta, podrà demanar-la en el moment i examinar-la.
El vot anota a favor d'una candidatura, si la papereta té el nom del candidat votat i també si el sobre té més d'una papereta de diferent candidatura.
El vot nul és aquell vot emès en sobre o paperetes que no segueix el model oficial, si la papereta no té sobre, si ; el vot és vàlid si fins i tot conté la mateixa papereta repetida solament. En les eleccions al Parlament Europeu, al Congrés dels Diputats, als Ajuntaments i als cabildos insulars són nuls els vots emesos en paperetes amb modificacions als noms dels candidats o amb alteracions sobre la papereta. En les eleccions al Senat, són nuls els emesos en paperetes amb noms assenyalats en excés per cada circumscripció. També són considerats nuls els vots amb sobres alterats.
El vot en blanc és el sobre sense papereta. En les eleccions del Senat, les paperetes sense indicació a favor de cap dels candidats.

#### Anunci
Quan s'acaba el recompte de vots, es comprova el nombre de paperetes amb el de votants anotats. Si hi ha una protesta, la mesa decideix per majoria. El president anuncia en veu alta el resultat de l'escrutini, dient la quantitat d'electors, paperetes llegides, nul·les, vàlides (en blanc i vots de cada candidatura). Després d'aquest anunci, les paperetes que no siguen no vàlides o objecte de reclamació són destruïdes davant dels assistents. Les no destruïdes són adjuntades a l'Acta.
La mesa difon el resultat amb una certificació amb les dades pronunciades en veu alta pel president i la col·loca a l'entrada del local. Una certificació anàloga serà entregada als representants de la candidatura, apoderats i interventors i candidats que la sol·liciten, limitant a una certificació per candidatura. Altra certificació és assignada a la persona designada per l'administració per a facilitar la informació provisional sobre els resultats que ha de proporcionar el Govern d'Espanya.

#### Acta de la sessió
Després de l'anunci, el president, els vocals i els interventors signen l'acta de la sessió. L'acta de la sessió conté la quantitat d'electors de la Secció segons el cens, electors que han votat; interventors que han votat sense figurar en les llistes de la Secció, paperetes llegides, paperetes nul·les, paperetes en blanc i vots obtinguts per cada candidatura; les reclamacions i protestes i les resolucions de la mesa amb vots particulars, els incidents i qui l'haja provocat.
Els representants de les llistes i els membres de les candidatures, els apoderats i els interventors tenen dret a una certificació d'allò consignat en l'acte o qualsevol aspecte de l'acta.

#### Documentació electoral
Després d'elaborar el acte i l'expedició de les certificacions, la mesa procedeix a preparar la documentació electoral, distribuïda en tres sobres.
El primer sobre conté: l'expedient electoral (format per l'acta original de constitució de la Mesa, l'acta original de la sessió, els documents que referèncien l'acta de sessió i la llista numerada de votants i paperetes declarades nuls o objecte de reclamació i la llista del cens electoral).
El segon conté una còpia de l'acta de constitució de la mesa amb autorització del president, els vocals i els interventors presents.
El tercer conté l'acta de sessió, també autoritzada pels membres de la Mesa i els interventors presents.
Aquests sobres són tancats i fiquen les signatures el president, els vocals i els interventors creuant la part per on s'obririen. Una vegada aquest procés està acabat, el president i els vocals i els interventors que vullguen van immediatament al Jutjat de Primera Instància o de Pau a la demarcació on està la Mesa per entregar els dos primers sobres. Les forces públiques acompanyen i faciliten el trasllat en cas de ser precís. Abans d'entregar els sobres, el president i qui l'acompanye s'identificaran. Una vegada donada la documentació, rebran un rebut amb el dia i hora de l'entrega. El tercer sobre s'entrega al funcionari del Servei de Correus, que anirà a la Mesa per a recollir-lo. Mínim un vocal es queda a la Mesa fins que s'efectua l'entrega. Les deu hores posteriors a l'entrega de l'últim sobre, el jutge va a la seu en persona de la Junta Electoral que fa l'escrutini. Els primers sobres són entregats amb rebut detallat i els segons queden arxivats al jutjat. El servei de Correus envia els tercers sobres recollits a la Junta Electoral que farà l'escrutini.

#### Escrutini general
L'escrutini general la fa la Junta Electoral corresponent, ho fa de manera pública i es fa el cinquè dia després del dia de la votació. No pot ser interromput, excepte si passen 12 hores, podent suspendre'l fins l'endemà, podent allargar-lo fins a nou dies inclusive posteriors a les eleccions.
L'escrutini es realitza reunint-se primer cada Junta amb els representants i apoderats de les candidatures que es presenten a la seu del local on exerceix el Secretari de la Junta. La Junta no pot anul·lar cap acta ni vot, limitant-se a verificar el recompte i sumar els vots. Si les dades certificades són contradictòries, no són computades. Durant l'examen de les actes, els representants o apoderats de les candidatures no poden protestar o reclamar res, sinó fer "observacions puntuals referides a l'exactitud de les dades llegides".
Una vegada acabat l'escrutini, els representants i apoderats de les candidatures poden fer reclamacions i protestes en el termini dels dos dies. La Junta Electoral ha de resoldre-les en dos dies.
La Junta Electoral proclama als electes abans del dia quinzè posterior al dia de les eleccions. L'acta d'elecció s'estén per triplicat i està signada pel president i el secretari de la Junta. L'acta conté: el nombre d'electors, vots vàlids, vots nuls, vots en blanc, vots i escons obtinguts per cada candidatura i la relació nominal d'electes a més de les protestes i reclamacions produïdes i les resolucions adoptades al respecte.
La Junta arxiva un dels exemplars de l'acta de sessions, un altre és remès a la cambra o corporació dels electes i un tercer exemplar és remès a la Junta Electoral Central. Aquesta, en el termini de 40 dies, publica en el Butlletí Oficial de l'Estat els resultats generals i per circumscripció. S'entreguen "còpies certificades de l'acta d'escrutini general als representants de les candidatures que les sol·liciten" i s'entreguen acreditacions de la seua proclamació als candidats electes.

### Presa de possessió dels càrrecs electes
Els candidats estan obligats a jurar o prometre acatar la Constitució i han de complir els requeriments que determinen les lleis i reglaments quan prenen el càrrec per a obtindre'ls.

## Apoderats i interventors
El representant de cada candidatura elegeix lliurement a un ciutadà qualsevol la condició d'apoderat o interventor per representar el seu grup polític en la votació i l'escrutini.
Les persones apoderades:
"tenen dret a accedir lliurement als locals de vot i d'escrutini, a formular reclamacions i protestes i a rebre certificacions que prevé la LOREG quan no hagen sigut expedides a altre apoderat o interventor de la meua candidatura (art. 77 LOREG). Els treballadors per compte d'altri i els funcionaris que acrediten la seua condició d'apoderats tenen dret a permís retribuït durant el dia de la votació.".
Per a ser nomenat apoderat, cal ser major d'edat amb ple ús dels drets civils i polítics i cal fer-ho davant notari o el secretari de la junta Electoral de Zona. Aquesta Junta expedeix l'acreditació de l'apoderat (arts. 76.1 i 2 LOREG).
Les persones interventores poden:
"assistir a la Mesa Electoral i participar en les seues deliberacions amb veu [i] sense vot. Els dos interventors d'una mateixa candidatura acreditats davant la mateixa Mesa poden substituir-se lliurement entre ells. Un apoderat pot realitzar les funcions d'aquest en absència d'aquest. Els treballadors per compte d'altri i els funcionaris que acrediten la seua condició d'interventors tenen dret a un permís retribuït durant el dia de la votació i a una reducció de cinc hores de la seua jornada" laboral l'endemà.
Per a ser nomenat interventor, cal ser elector a la circumscripció i ha de ser nomenat tres dies abans de les eleccions. Per cada Mesa Electoral, el representant de la candidatura pot nominar dos interventors amb acreditacions talonàries amb data i signatura. L'acreditació té quatre parts: una se la queda el representant, l'altra la té l'interventor i les altres dos són enviades a la Junta Electoral de Zona, que l'envia a la Mesa Electoral perquè l'interventor siga exclòs.

## Enquestes electorals durant el període electoral
Les enquestes electorals que siguen publicades entre el dia de la convocatòria i el dia de les eleccions està regulada per la LOREG (art. 69):
- Està prohibit publicar-les durant els cinc dies abans de la votació.
- La publicació ha d'incloure: denominació i domicili de les entitats que haja fet l'enquesta, les característiques tècniques de sondeig (sistema de mostreig, mida de la mostra, marge d'error, nivell de representativitat, procediment de selecció dels enquestats i data de realització del treball de camp), el text íntegre de les qüestions plantejades i el nombre de no responents. La Junta Electoral Central emet resolucions si s'incompleixen aquestes condicions i poden ser recurribles davant la Jurisdicció Contenciosa-Administrativa.
- Si es publica incomplint les condicions anteriors, estan obligats a publicar en tres dies la rectificació en el mateix espai on estava difós.

## Paperetes i sobres electorals
Les Juntes Electorals competents aproven el model oficial de les paperetes de vot. Aquestes paperetes han de complir els criteris establits a la LOREG i els reglaments que la desenvolupen.
L'administració electoral assegura que hi haja prou paperetes i sobres de votació. Els propis grups polítics poden confeccionar paperetes sense que seguisquen el model oficial.

## Agrupació dels electors
Les circumscripcions estan dividides en Seccions Electorals, cada Secció Electoral conté entre 500 i 2.000 electors, inclusive. Cada municipi té mínim una Secció Electoral i cada Secció Electoral no pot estar en més d'un municipi. A cada Secció, hi ha una Mesa Electoral o més en cas d'estar dispersa la població o el nombre d'electors ho aconsella. La quantitat d'electors assignats a la Mesa no pot ser inferior a 200 persones. Els electors d'una mateixa secció estan ordenats alfabèticament en les llistes electorals.

## Meses electorals
La mesa electoral està formada per un president i dos vocals. Si coincideixen diverses eleccions, la mesa és comuna a totes aquestes (art. 25 LOREG). Està formada pels ajuntaments sota la supervisió de les Juntes Electorals de Zona.
El president i els vocals són designats per sorteig públic en les persones censades a la Secció corresponent i han de ser menors de 65 anys que no siguen analfabets a nivell d'escriptura i lectura. El president ha de tindre el graduat escolar.
Els càrrecs aquests són obligatoris i no poden ser els candidats. Són comunicats en els tres dies després del sorteig. Tenen un termini de 7 dies per a al·legar davant la Junta Electoral de Zona si hi ha quelcom justificat que els impedeix acceptar el càrrec. La Junta té un termini per resoldre aquesta al·legació de cinc dies, sense opció a presentar recurs. Si el nomenat no pot acudir, ha de comunicar-ho setanta-dos hores abans de constituir-se la mesa. Si l'impediment ocorre després, s'avisa a la Junta de manera immediata i abans de constituir-se la mesa. La Junta comunica al suplent perquè faça la substitució.
Cada mesa ha de comptar amb: una urna, una cabina de votació i una quantitat suficient de sobres i paperetes. Si falta algun d'aquest elements abans o durant la votació, el president de la mesa ha de comunicar-ho immediatament a la Junta de Zona, el qual s'encarrega de subministrar allò que falta.